# كلية وجدي نهاد أبو غربية الجامعية التكنولوجية
تأسست كلية وجدي باسم معهد وجدي نهاد أبو الغربية الجامعي التكنولوجي، عام 2004 وغير اسم المعهد فيما بعد إلى كلية وجدي نهاد أبو الغربية الجامعية التكنولوجية. وتعتبر الجامعة امتداداً لكلية إبراهيم وكلية المجتمع إبراهيم التي أسسها الأستاذ نهاد أبو غربية. تهدف الكلية إلى إعداد طلاب متميزين لتلبية المتطلبات المهنية المحلية والإقليمية الحديثة لقطاع الكمبيوتر والتكنولوجيا في بيئة تقنية متقدمة تشجع المبادرة والقيادة.

## تاريخ الكلية
بدأت الكلية عملها الأكاديمي الأول بمنهج جامعي واحد في تكنولوجيا المعلومات وتكنولوجيا المعلومات. ثم أضاف درجة البكالوريوس في معلوماتية الأعمال بالإضافة إلى منهج احترافي متخصص في التصميم الجرافيكي. وبالشراكة مع جامعة الخليل، أضافت أيضًا شهادة جامعية. كما تسعى الكلية إلى خلق قنوات تعاون مع الجامعات المحلية والعالمية وتقديم دورات مشتركة لعدة تخصصات بهدف تأهيل وتطوير الخبرات المهنية المتقدمة في مجال الحاسبات وتقنية المعلومات والحاسب ونظم المعلومات الإدارية. القطاع الخاص والعام. نحو التنمية الاقتصادية والاجتماعية لفلسطين من خلال تحقيق التميز في التعليم من خلال توفير تعليم جيد وفعال باستخدام أحدث الأساليب والأدوات التعليمية.

## نشاطات الكلية
وبصرف النظر عن البرامج الأكاديمية، تدير الكلية دورات مختلفة في الكمبيوتر والتكنولوجيا والإدارة. للكلية شراكات وتعاون مع جامعات محلية وأجنبية (جامعة بيت لحم، جامعة القدس المفتوحة وجامعة كامبريدج البريطانية) في تقديم برامج دراسية في الكمبيوتر وإدارة المشاريع وتكنولوجيا المعلومات.

### مشروع للروبوت
نظمت الكلية التقنية الجامعية وجدي نهاد أبو غربية أنشطة مشاريع بحثية وروبوتية في مدارس القدس في حرم الكلية الإبراهيمية وكلية وجدي. وشمل النشاط 3 مسابقات للروبوت في 3 أبحاث علمية وتقييمات للتصميم.
وحصلت مدرسة الوردية الراهبة على المركز الأول، والكلية الإبراهيمية ثانياً، ومدرسة النظام ثالثاً، ثم مدرسة الفرير المتوسطة في بيت لحم، ومدرسة ذكور الإيمان، ومدرسة أبو بكر الصديق، ومدرسة بنات الإيمان، ومدرسة الشبيبة المسلمة، ومدرسة عمر بن الحسين، ومدرسة الخطاب.
وعلى وجه الخصوص، فإن مشروع الروبوتات والأبحاث في مدرسة القدس هو مشروع تدريب معلمي الروبوتات LEGO NXT الذي تديره مؤسسة التعاون، حيث يقوم المعلمون بتدريب فرق من الطلاب على الروبوت. للمنافسة.

## جائزة الكلية
خصصت جائزة «وجدي نهاد أبو غربية» للإبداع الأدبي وهي جائزة سنوية للإبداع الأدبي بين طلبة مدارس القدس الثانوية.